# Parque Coímbra
Parque Coímbra es un barrio perteneciente al término municipal de Móstoles (Madrid, España), aunque a 5 kilómetros por autovía de la propia ciudad de Móstoles. Enclavada en el límite suroeste del término municipal, a orillas del río Guadarrama, en el valle del mismo nombre, administrativamente forma parte, junto a una zona residencial cercana conocida como Colonia Guadarrama, de la Junta Municipal de Distrito Coímbra-Guadarrama (N.º 5) de Móstoles.
Situada a unos 5 km de distancia de la ciudad de Móstoles, su distribución urbanística está conformada en su mayor parte por viviendas de tipo unifamiliar y amplias zonas verdes. Dispone de gran cantidad de servicios públicos (acceso directo e inmediato a la autopista A-5; transporte público; centro de salud; parroquia; colegios públicos; instituto de ESO/Bachillerato, residencia de ancianos...). Parque Coímbra constituye una de las poblaciones del suroeste de la Comunidad de Madrid de mayor impulso demográfico en los últimos años. Este impulso, sin embargo, se ha detenido en la actualidad ante la imposibilidad de seguir edificando, ya que los terrenos que circundan Parque Coímbra son parques protegidos.
Enfrente de Parque Coimbra se sitúa el Centro Comercial Xanadú, del municipio limítrofe de Arroyomolinos. 

## Ubicación y datos relevantes
Parque Coímbra se localiza en el margen derecho de la autopista A-5 (antigua Carretera de Extremadura), a la altura del kilómetro 24 en dirección Madrid-Badajoz. Su extensión es de aproximadamente 251 hectáreas y su población asciende a unos 10 859 habitantes (INE 2023).
Actualmente hay una campaña de interés para sus habitantes relacionada con la conservación del río Guadarrama.

## Historia
Los terrenos sobre los que se asienta la zona residencial pertenecieron en su día al Duque de Tamames y a su esposa María Cristina Rigote, en origen, conformaban parte de una vasta hacienda rústica (Monte de San Martín) dedicada tradicionalmente a la explotación agrícola y ganadera. Aprovechando el boom migratorio ocurrido en España durante la década de los sesenta, el entonces Duque de Tamames constituye la sociedad inmobiliaria-parcelatoria 'Gonzalo Chacón' (llamada así en honor a un antepasado suyo, señor de Casarrubios y mayordomo mayor de la infanta Isabel de Castilla, del cual heredó dichos terrenos) con el fin de explotar urbanísticamente sus propiedades.
En 1968 se inicia el primer plan urbanístico de la zona bajo el nombre de Ciudad Residencial Santo Cristo de Lezo llevando a cabo la construcción de las primeras viviendas unifamiliares del lugar, adquiridas en su mayoría como segunda residencia o residencia de veraneo. En 1975, la promotora inmobiliaria Promocisa inicia una segunda fase urbanizadora (en la que se incluyen los primeros bloques de pisos) bajo el nombre de Parque de Coímbra, denominación que, a la postre, terminará dando nombre a toda la población.

Tras una serie de irregularidades entre las que cabe destacar la quiebra de Promocisa y el incumplimiento por parte de esta de la construcción y entrega de las viviendas ofertadas, durante la década de los ochenta y parte de los noventa, la zona vive un estancamiento en su desarrollo, recuperando en parte su estatus de zona residencial de veraneo y fin de semana.

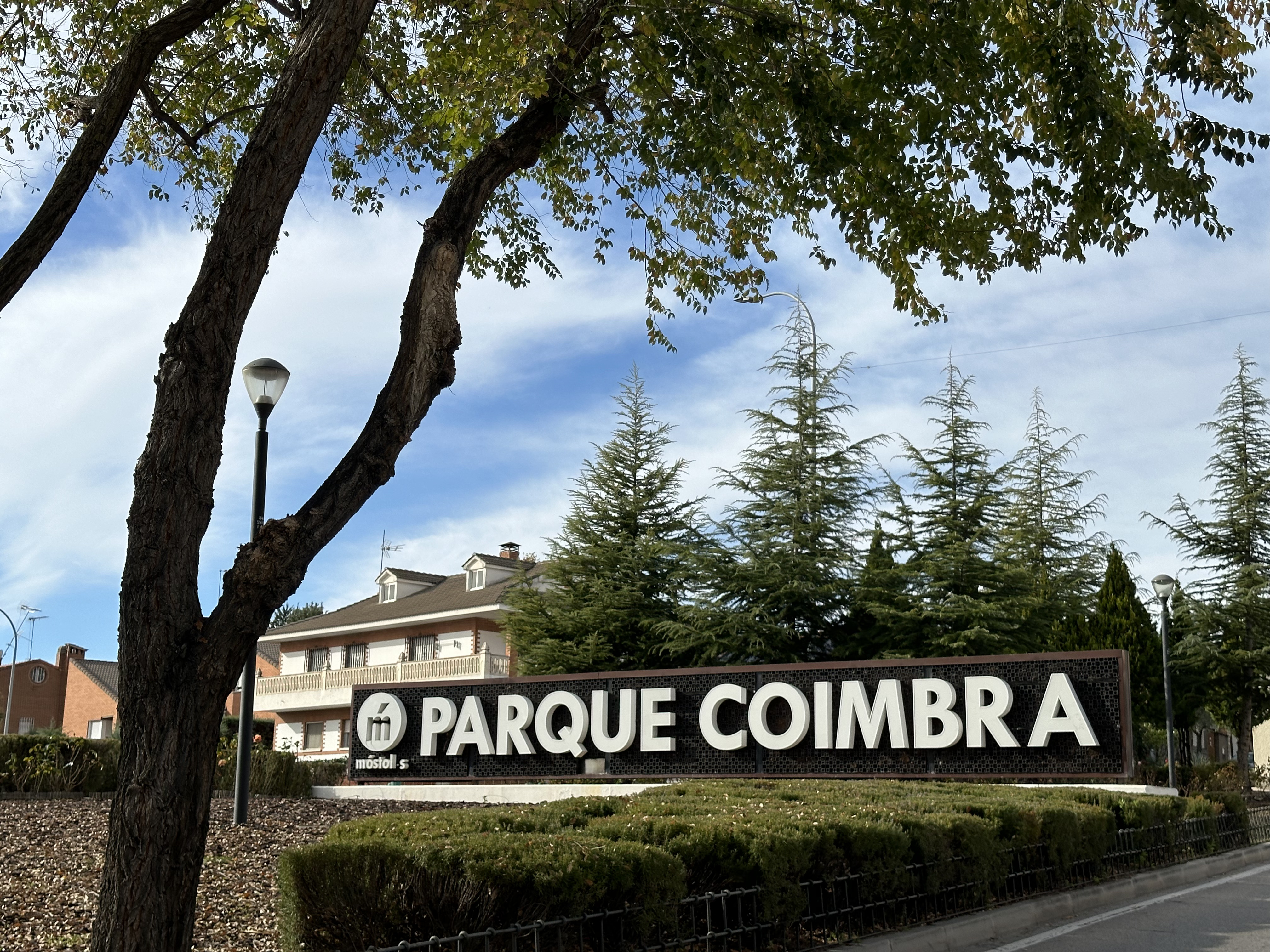
Entrada Principal Urbanización Parque Coimbra

A raíz del nuevo boom inmobiliario surgido a finales de la década de los noventa, unido a la creciente tendencia de la población a trasladar su residencia habitual a las zonas periféricas de las grandes ciudades, más tranquilas y con mayor calidad de vida, y sumado todo ello al amplio desarrollo de la zona en lo relativo al sector servicios, Parque Coímbra conoce una nueva época de resurgimiento que la lleva a convertirse en la actualidad en una de las principales poblaciones del suroeste de la Comunidad de Madrid.

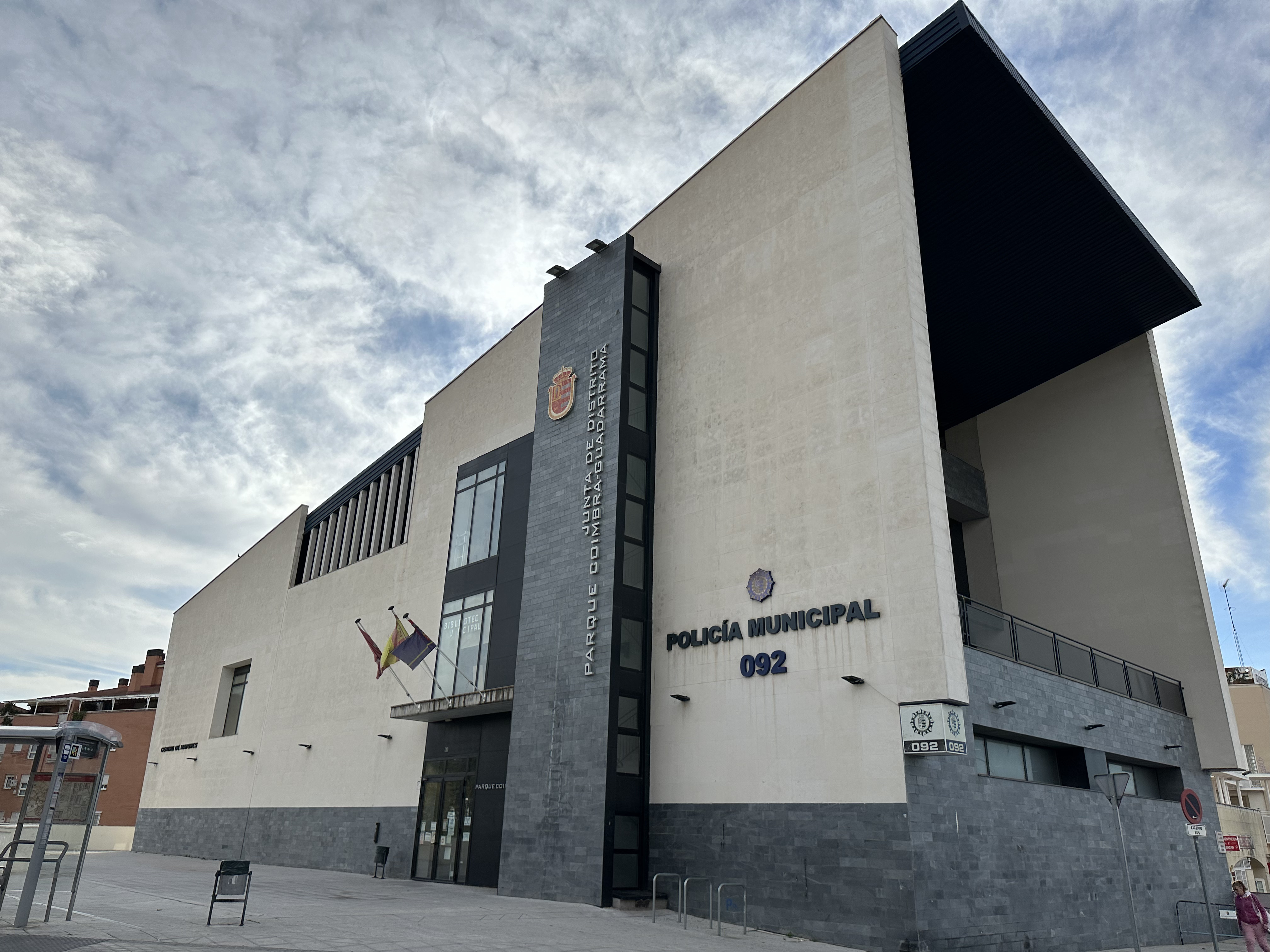
Junta de Distrito Parque Coimbra - Guadarrama

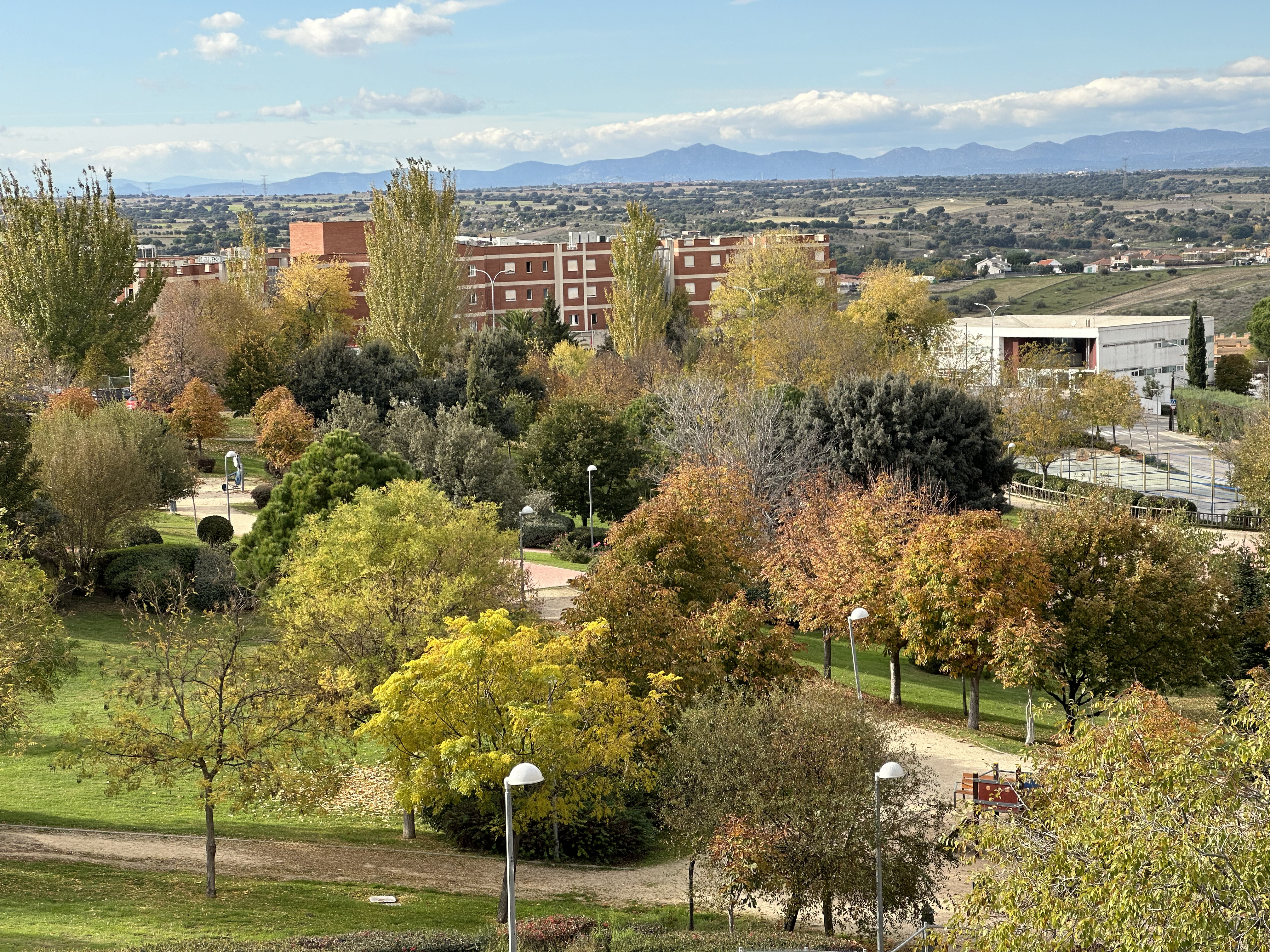
Parque Avenida de los Rosales - Avenida de los Sauces

En 2020, a causa del segundo incendio en el verano de ese mismo año, varias viviendas de la urbanización sufrieron daños al verse afectadas por el incendio que llegó a afectar a más de 12 familias que vivían en las urbanizaciones adyacentes al campo donde el incendio ocurrió. Este incendio es catalogado como el más impactante de todos los de la historia de Parque Coimbra, que casi todos los años sufre algún incendio de este tipo. Varias organizaciones de activistas Coimbreños creen que estos incendios originan en un poblado chabolista que hay justo al lado de la urbanización a orillas del río Guadarrama, aunque otros creen que simplemente es por el mal estado en el que está el campo.

## Servicios
Parque Coímbra cuenta con el Centro Deportivo Cobra, de titularidad privada (piscina cubierta, gimnasio de 600 m², spa, zona termal, salas polivalentes para actividades, spinning, 8 pistas de pádel (sin uso por el estado en el que están) y campo de fútbol de césped artificial).
El complejo comercial Xanadú (Arroyomolinos), situado justo al otro lado de la A5, cuenta con la mayor pista de nieve artificial y cubierta de España (no necesitas equipo propio, todo se puede alquilar en el sitio). Cuenta además con numerosos establecimientos de ocio que han ido surgiendo en dicho complejo, así como con numerosos restaurantes.